# Zuru (príncep hitita)
Zuru va ser un alt dignatari hitita, probablement germà del rei Ammunas, sota el qual era cap de la guàrdia reial.
Va afavorir la successió d'Huzziyas, fill d'Ammunas, i va eliminar els dos germans que tenien millor dret a la successió. Contra el primer, Tittiya, va enviar el seu fill i futur rei Tahurwailis, que en aquell moment era "cap de la llança d'or" un càrrec militar de la cort, que el va matar juntament amb els seus fills. Al segon, Hantilis, el va fer matar per un membre de la cort, anomenat Tarushsu, qualificat de "correu". Això va deixar el camp lliure a Huzziyas que es va proclamar rei, i més tard al seu fill Tahurwailis, un usurpador.